# Бідзен (Окаяма)
34°44′42″ пн. ш. 134°11′17″ сх. д. / 34.74500° пн. ш. 134.18806° сх. д.
Бідзен (яп. 備前市) — місто в Японії, в префектурі Окаяма.

## Географічне розташування
Місто розташоване на острові Хонсю в префектурі Окаяма регіону Тюґоку. З ним межують міста Окаяма, Сетоучі, Акаїва, Мімасака, Ако і містечка Ваке, Камігорі, Сайо.